# Marder III
 (mars 2015).
Si vous disposez d'ouvrages ou d'articles de référence ou si vous connaissez des sites web de qualité traitant du thème abordé ici, merci de compléter l'article en donnant les références utiles à sa vérifiabilité et en les liant à la section « Notes et références ».
Pour les articles homonymes, voir Marder.
Le Marder III est un chasseur de chars allemand de la Seconde Guerre mondiale construit sur le châssis du Panzer 38(t). Il est mis en production de 1942 à 1944 et sert sur tous les fronts jusqu’à la fin de la guerre.

## Histoire
Dès le début de l’opération Barbarossa, la Wehrmacht éprouve le besoin de mettre en place une arme antichar plus puissante et plus mobile que les canons antichars remorqués ou que les chasseurs de chars autotractés tel le Panzerjäger I. Ce besoin devient crucial à la fin de 1941 avec l’apparition des nouveaux chars soviétiques comme le T-34 ou le KV-1.
À titre de solution intermédiaire, on décide d’utiliser des chars à la conception dépassée comme le Panzer II et des véhicules capturés (Beutepanzer) comme la chenillette Lorraine 37L pour servir de base pour construire des expédients de chasseurs de chars. Il en résulte cette série des Marder,  armés du canon antichar de 75 mm PaK 40 ou du 7,62-cm Pak 36(r) dont de nombreux exemplaires sont pris aux armées soviétiques.

## Développement

### Sd.Kfz. 139 Marder III

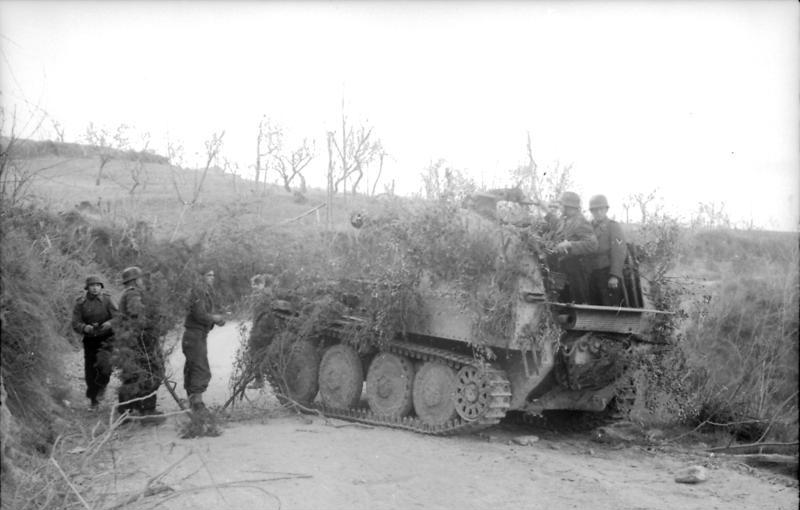
Un Marder III en Italie en 1944.

Bien que le Panzer 38(t) soit devenu largement dépassé comme char de combat dès le début de 1942, il constituait toujours une excellente plateforme pour être transformé en chasseur de chars, entre autres. Comme le canon d’artillerie soviétique de 76,2 mm était disponible en grandes quantités en raison des prises sur l’ennemi, on décida de l’adapter au Panzer 38(t).
À cette fin, la tourelle et le dessus des superstructures du Panzer 38(t) furent enlevés et une nouvelle superstructure fixée sur le châssis. La partie supérieure, où se trouvait le canon, était ouverte sur le dessus et à l’arrière et ne disposait pour le reste que d’un blindage léger. En général, l’épaisseur du blindage variait de 10 à 50 mm. Un inconvénient majeur de cette variante était une silhouette haute qui rendait l’engin plus vulnérable au feu ennemi.
Le canon lui-même avait été recalibré de façon à pouvoir utiliser les munitions standard allemandes de 75 mm, dont 30 unités pouvaient être emportées. Outre le canon, le Marder III emportait une mitrailleuse de 7,92 mm montée sur la coque.
Ce chasseur de chars fut mis en production sous le nom de Sd. Kfz. 139 Panzerjäger 38 (t) für 7,62cm PaK36(r). Un total de 363 exemplaires de cette variante du Marder III furent construits d’avril 1942 à 1943.

### Sd. Kfz. 138 Marder III Ausf. H

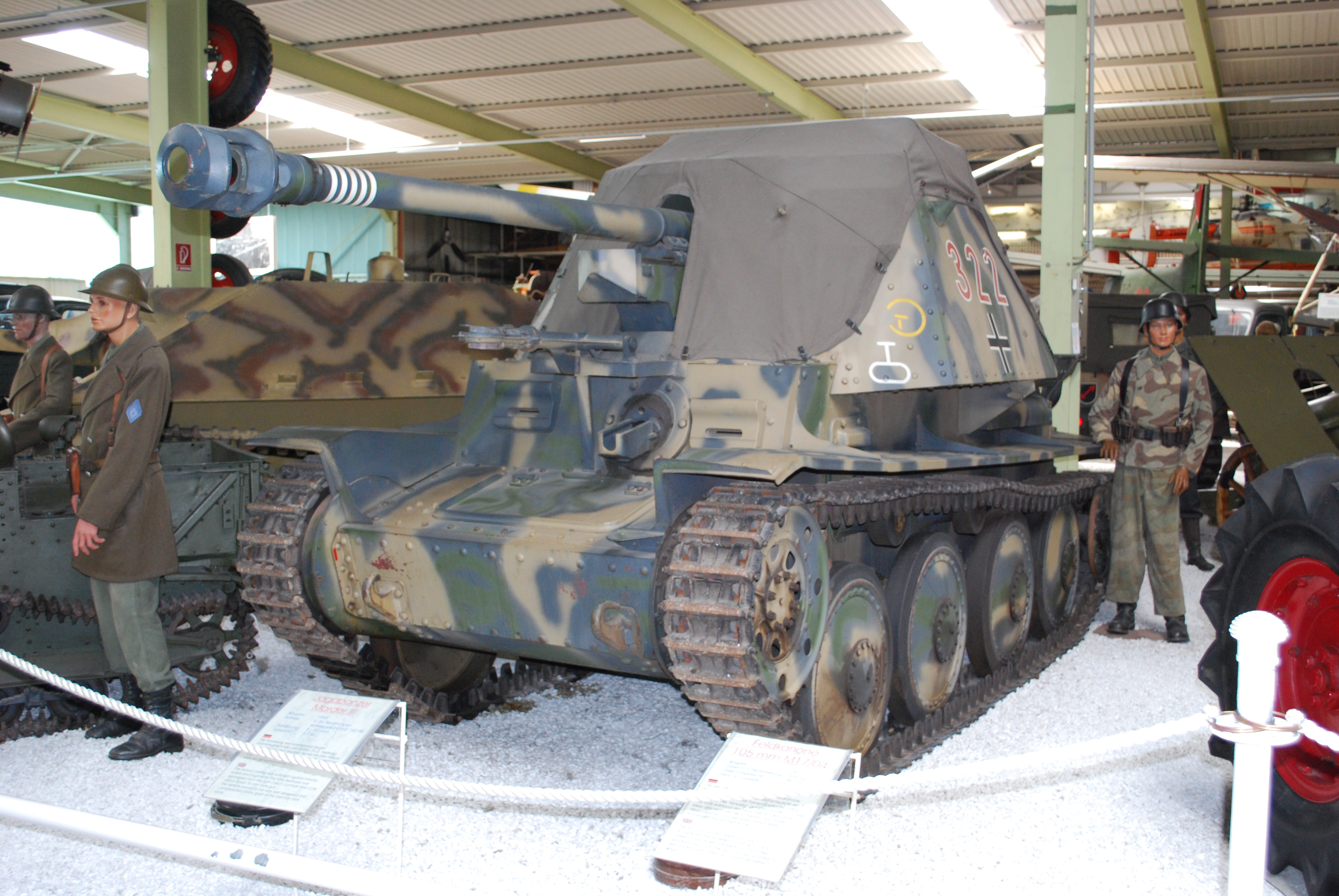
Sd Kfz 138 Pz Jag 38(t) Ausf H "Marder III"

Cette variante du Marder IIIportait le canon antichar allemand standard de 75 mm PaK 40 sur le châssis du Panzer 38(t) Ausf. H. Le moteur se trouvait à l’arrière du véhicule (Ausf. H signifie Heckmotor (moteur arrière)), et le canon dans un compartiment situé au centre du châssis. Cette version emportait 38 obus et, comme la version Sd. Kfz. 139, disposait d’une mitrailleuse de 7,92 mm de fabrication tchèque sur la coque.
Le nom complet de cette variante était le 7.5cm PaK40/3 auf Panzerkampfwagen 38(t) Ausf. H (Sd Kfz 138). 243 exemplaires (y compris un prototype unique) de cette variante furent construits entre novembre 1942 et avril 1943. Par ailleurs, 175 autres furent construits en 1943 à partir de Panzer 38(t) reconvertis.

### Sd. Kfz. 138 Marder III Ausf. M

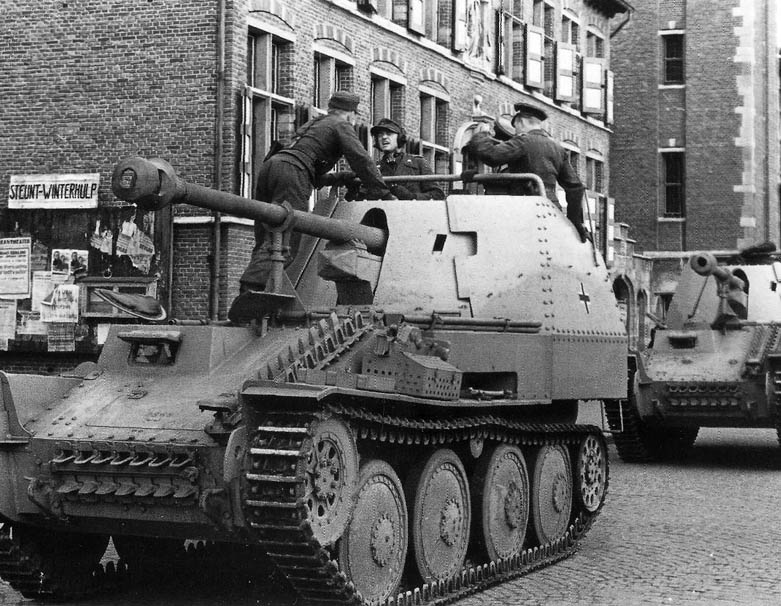
Marder III M

La dernière version du Marder III était basée sur le Panzer 38(t) Ausf. M (Ausf. M signifiant Mittelmotor (moteur central)), armé comme la précédente du canon antichar PaK 40 de 75 mm. Dans cette variante, le compartiment du canon et les postes de combat étaient logés à l’arrière du châssis. Contrairement aux deux autres versions, ce compartiment était fermé sur l’arrière, bien qu’il ne disposât pas de toit. Il ne pouvait emporter que 27 obus. Il ne portait pas de mitrailleuse sur la coque mais l’équipage disposait en revanche d’une mitrailleuse MG34 ou MG42.
Le Ausf. M fut la version produite en plus grand nombre, environ 975 exemplaires étant produits en 1943 et début 1944. Son appellation complète était le Sd.Kfz.138, Panzerjäger 38(t) mit 7.5cm PaK40/3 Ausf. M.

## Engagements

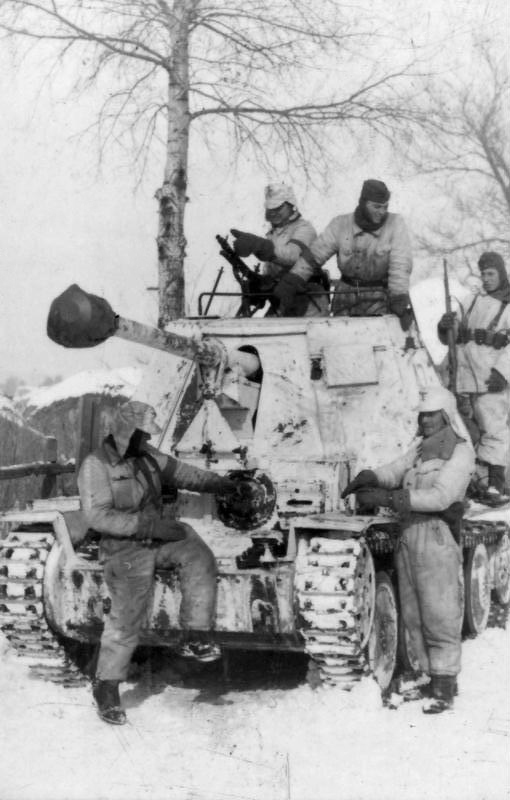
Durant la 3e bataille de Kharkov, février 1943. 1er Panzer-Regiment de la Waffen-SS Division "Leibstandarte-SS Adolf Hitler" avec un Marder III.

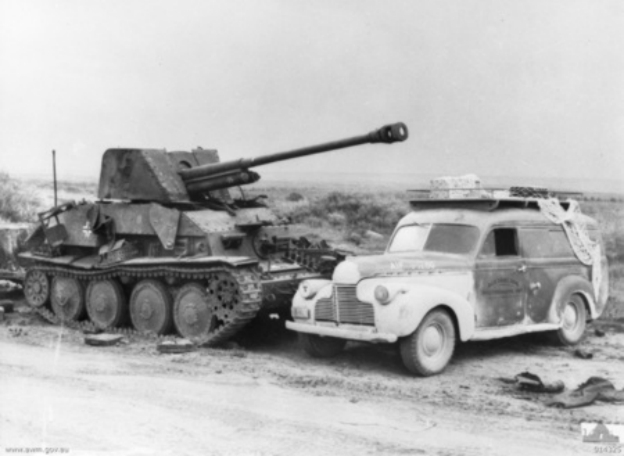
Un Marder III (Sd.Kfz.139) abandonné sur le front en Afrique du Nord en 1943. La voiture est celle du photographe et donne une idée de la taille de l'engin.

Les différents types de Marder III combattirent sur tous les fronts, le Sd. Kfz. 139 étant utilisé essentiellement sur le front de l’Est, bien que certains furent engagés en Tunisie. Même en février 1945, environ 350 Ausf. M étaient toujours en service.
Les Marder III furent utilisés par les Panzerjäger Abteilungen des divisions blindées appartenant tant à la Wehrmacht qu’à la Waffen-SS, ainsi que par plusieurs unités de la Luftwaffe telles que la Division Hermann Göring.
Les Marder étaient techniquement fiables, comme tous les véhicules développés sur la base du châssis du char tchèque LT vz. 38. Leur puissance de feu était suffisante pour détruire à une distance raisonnable tout véhicule blindé léger ou moyen rencontré sur le champ de bataille.
Les faiblesses du Marder étaient dues essentiellement à la vulnérabilité de l’équipage. Une silhouette haute combinée avec l’absence de toit les rendait vulnérables au tir indirect d’artillerie. En outre, un blindage somme toute peu épais les rendait vulnérables aux chars adverses.
Les Marder n’étaient pas des véhicules d’assaut ou des substituts de chars de combat. L’absence de toit signifiait que les opérations en milieu urbain ou en combat rapproché présentaient des risques. Ils étaient donc de préférence utilisés dans des rôles défensifs ou de soutien. En dépit de leurs faiblesses, ils étaient beaucoup plus efficaces que les canons anti-char remorqués qu’ils remplaçaient.

## Postérité
Après le Marder III, l'armée allemande abandonna le concept du chasseur de chars sans réelle protection pour l'équipage, hormis le masque du canon. Le châssis du char tchèque Panzerkampfwagen 38(t) servit de base à la réalisation d'un chasseur de char à casemate entièrement fermée et blindage incliné, le Jagdpanzer 38(t).

## Voir aussi

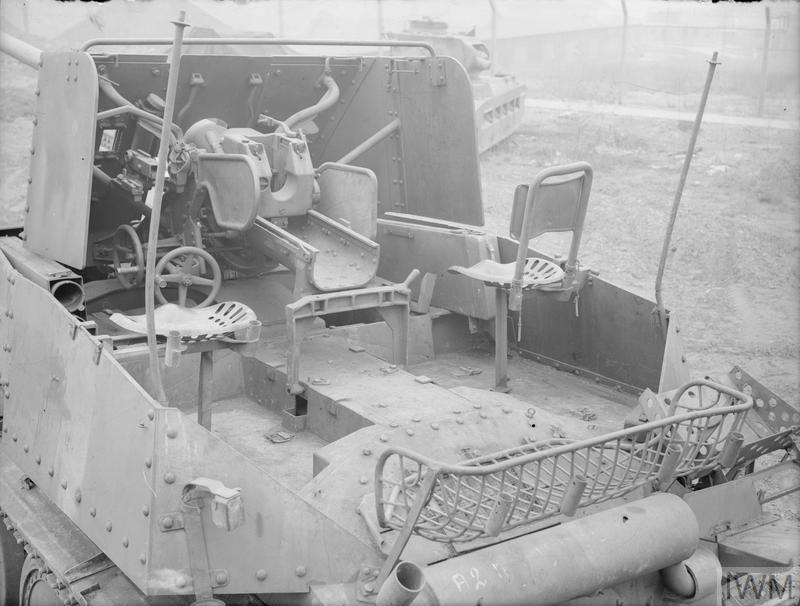
Vue de l'habitacle d'un Sd.Kfz. 139.